# 鯉魚門

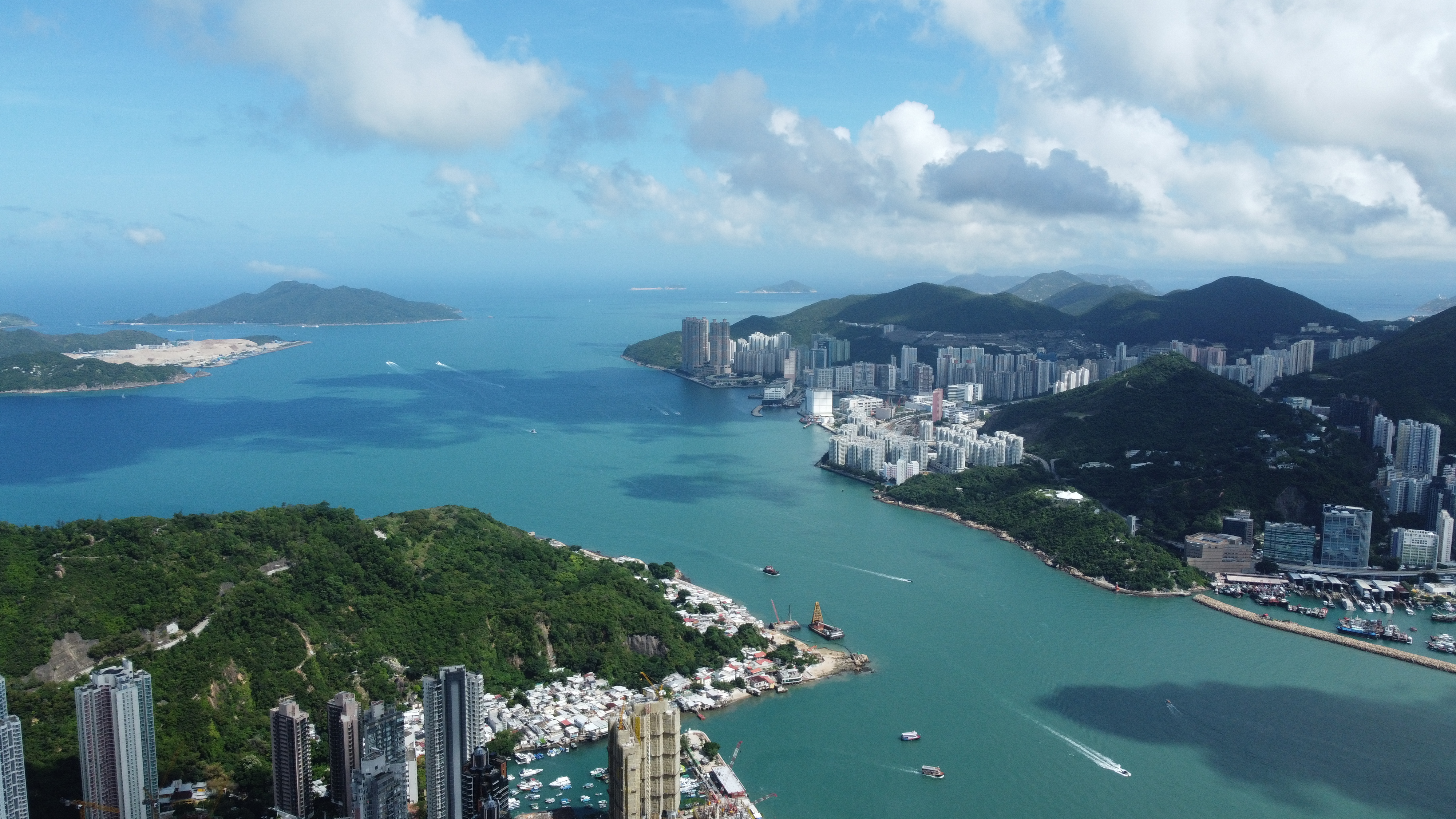
從油塘上空俯瞰鯉魚門一帶

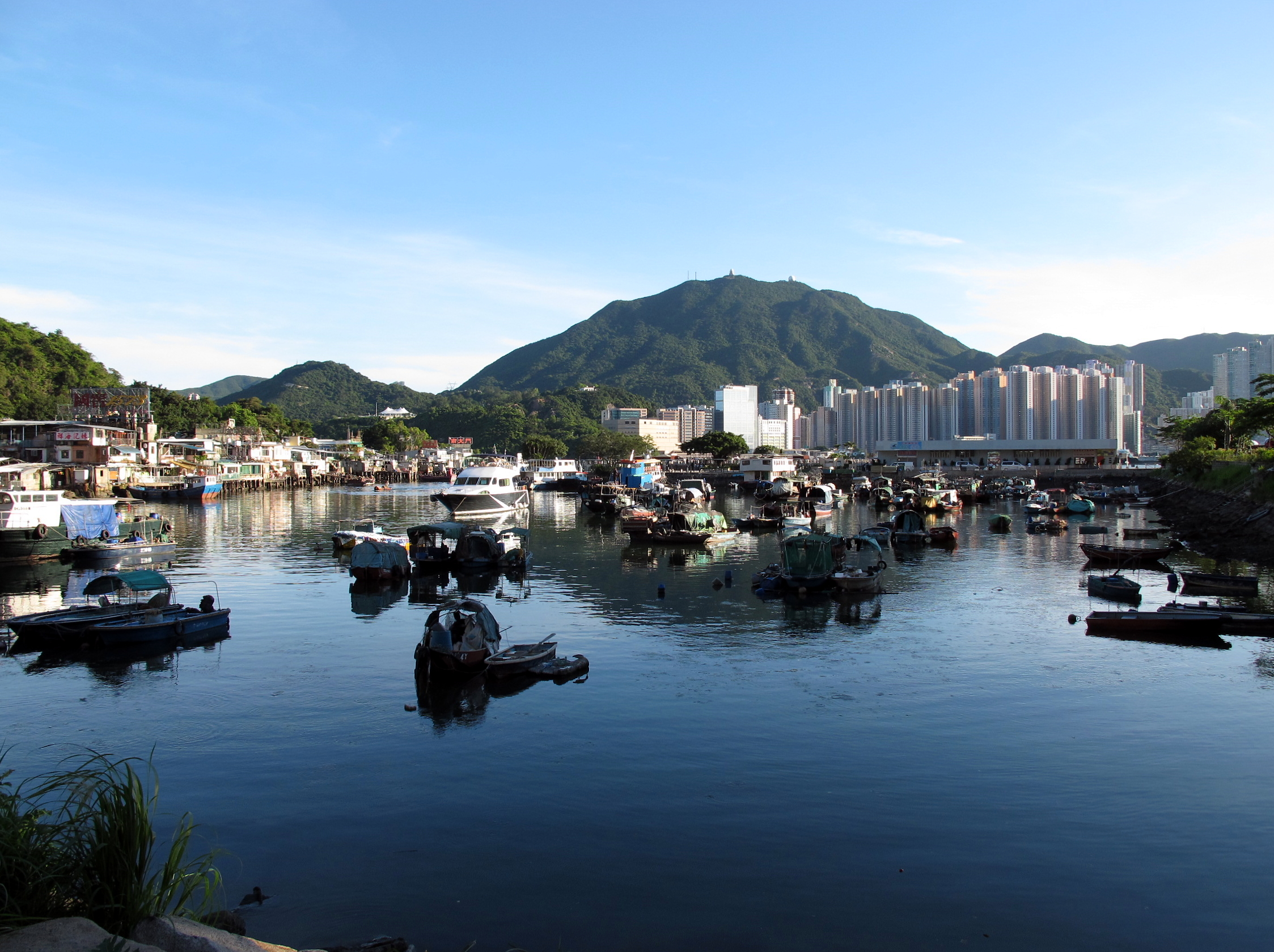
鯉魚門及三家村

鯉魚門（英語：Lei Yue Mun），古稱鹽江口，是香港海峽之一，為香港維多利亞港東面入口，分隔香港島筲箕灣和九龍東部油塘，與西面入口的汲水門遙遙相對。鯉魚門已有逾150年歷史，過去大部分村民都是農夫、漁民和礦工；至60年代，漁村才開始出現菜館，並逐漸發展成為海鮮美食區。
鯉魚門海峽兩岸也是整個維多利亞港當中唯一仍未進行填海的部分。鯉魚門的名稱除用於海峽本身，但海峽兩岸亦有以「鯉魚門」為名的地方，分別為九龍的魔鬼山及酒灣一帶，以及香港島的阿公岩一帶。儘管仍有人對阿公岩一帶稱為鯉魚門，但香港島的鯉魚門知名度遠遠不及位於九龍東、以海鮮聞名的鯉魚門。

## 歷史

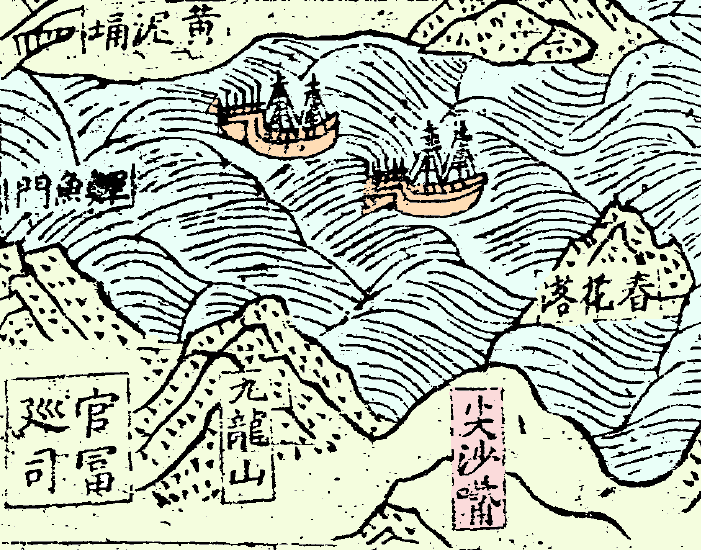
明朝《粵大記》已有「鯉魚門」的紀錄

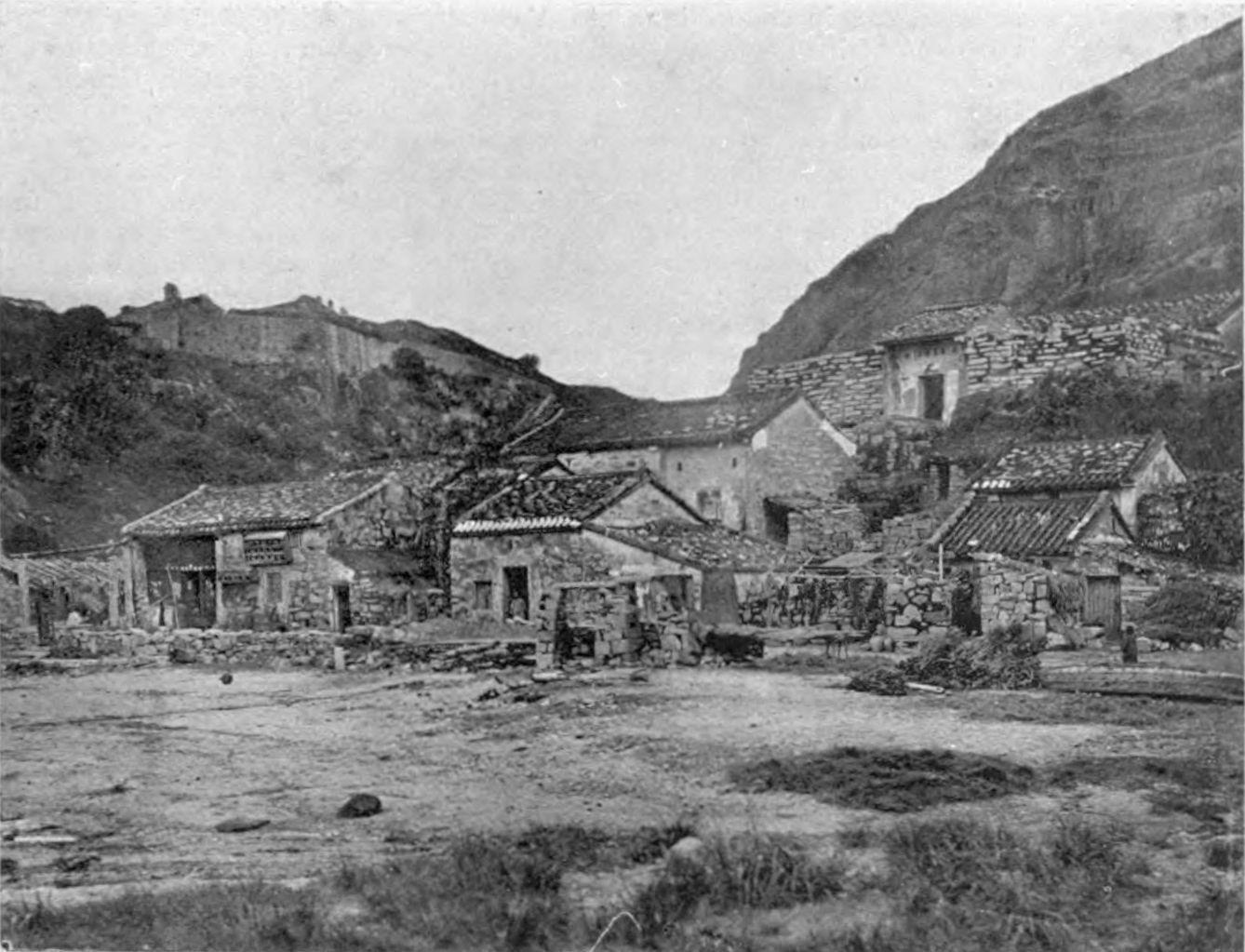
1908年鯉魚門的一些聚居地

明朝《粵大記》內的香港地圖，已載有鯉魚門（海峽）。 可惜《 粵大記》沒有提到當時的人口，而明代編修的《新安縣志》已經散佚，使當今的學者對明代的鯉魚門了解相當有限. 清朝海盜橫行時，鯉魚門是海盗據點。鄭成功後人鄭連昌就曾在鯉魚門設寨，其武裝亦為張保仔所承襲。
關於鯉魚門命名來源，大概是因為地形的緣故，該海峽像魚口一樣，而「門」字就指海峽。坊間還流傳海峽常有鯉魚出入，鯉魚跳過收窄了的港口，化身成龍的說法，但都欠缺歷史根據。

### 香港島
香港島的鯉魚門位於東區筲箕灣阿公岩一帶，曾經是香港防守要塞，在第二次世界大戰中的香港保衛戰曾被日軍猛烈攻擊。現時，該處的防衛設施已改建成香港海防博物館，而原有的鯉魚門軍營，其大部份被改建為鯉魚門公園及度假村，博物館與度假村中間則被東區走廊分隔。鯉魚門白沙灣填海後成杏花邨站與其上蓋物業杏花邨現址。

### 九龍

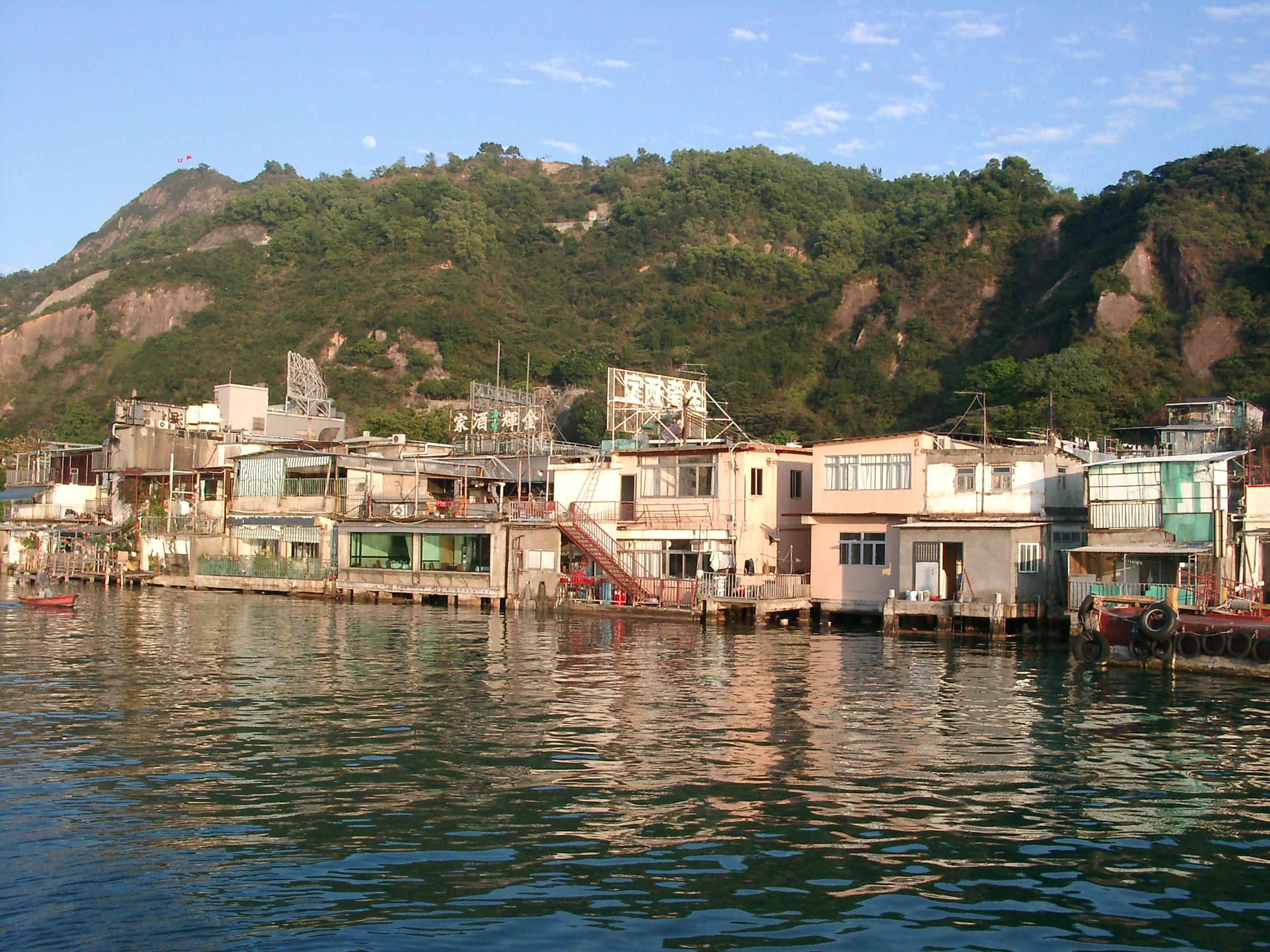
三家村一帶的村落

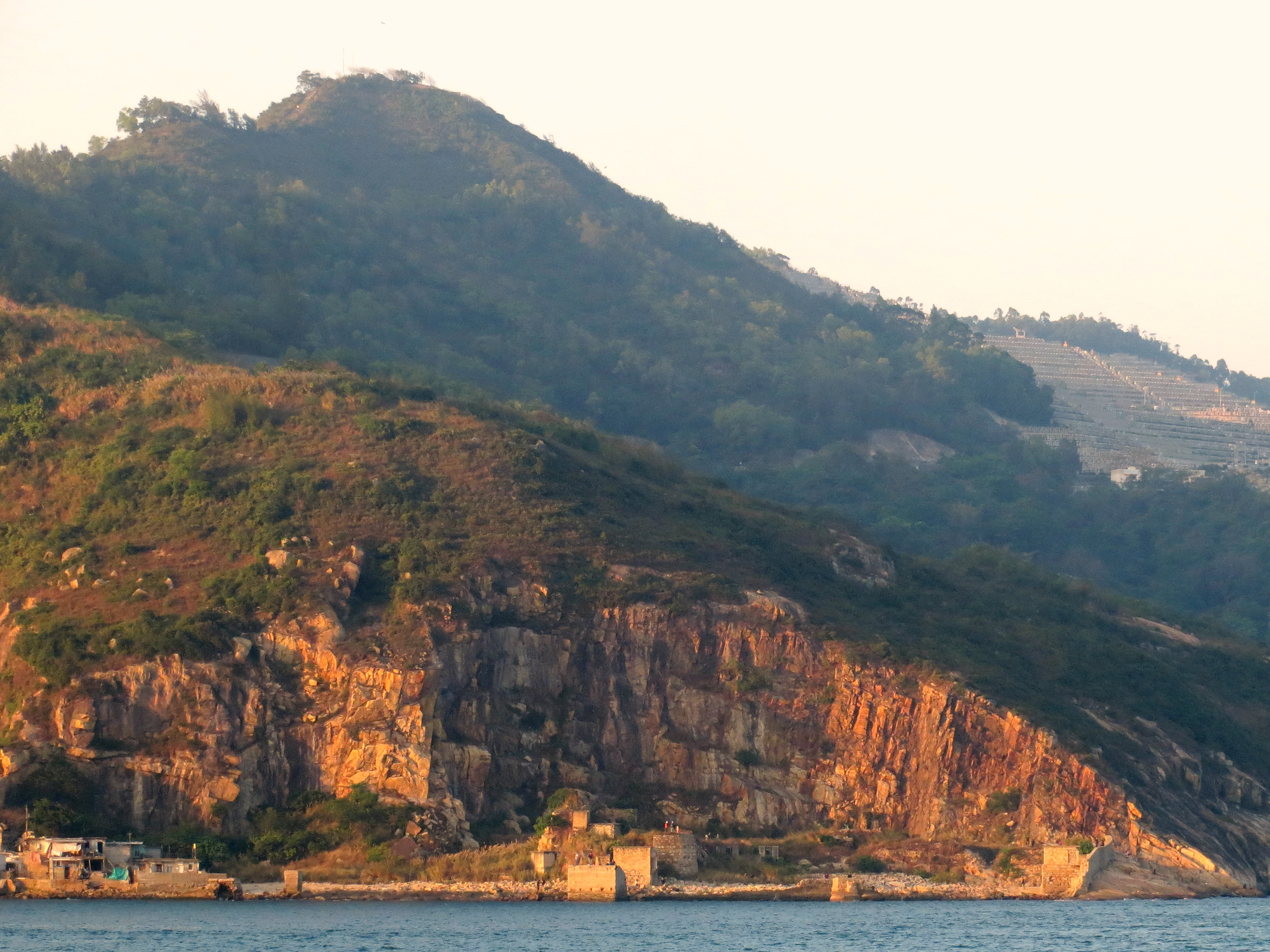
鯉魚門石礦場遺址，右後方為將軍澳華人永遠墳場

九龍東的鯉魚門位於觀塘區魔鬼山及酒灣一帶，為九龍十三鄉、四山之一。該處原有石礦場，但隨著採石業在香港日漸式微，石礦場現已廢棄。1960年代開始，該處發展成著名的漁港，並以海鮮聞名。不少外國遊客亦會來臨一嘗香港海鮮小菜的滋味。該處有馬環村、三家村、嶺南新村等村落，組成鯉魚門鄉（雖然又名鯉魚門村，但與前觀塘（鯉魚門道）邨並無關係）。
香港開埠初期至1980年代初，將軍澳尚未填海，該處範圍比現時更廣，包括現時的調景嶺一帶。
馬環村和三家村是該處歷史悠久的鄉村。馬環村亦被稱為「媽山村」、「媽環村」，意思為「娘媽（天后）廟所在的山村」，是19世紀末由石匠建村。三家村因由三家人建村而得名，但三家人是指哪三家人則說法不一。村民的祖先在19世紀中葉由廣東梅縣一帶移來，務打石業。村內有同福堂、同泰堂、同利堂、三和堂四個石礦場，並設有小碼頭供運送石材之用。由於當時該處與九龍市區隔絕，居民倚靠街渡或自行划小艇到筲箕灣出售農產及購買日用品，直到鯉魚門道和觀塘道在1950年代相繼開通。
1940年代末至1950年代初，部份因國共內戰南逃的國軍和難民在該處建嶺南新村。直到1997年香港主權移交前，嶺南新村被政府清拆，改建成現時的鯉魚門邨。1960年代政府將酒灣填海，發展成三家村避風塘；又將三家村一帶山丘夷平，發展成油塘工業區。隨著附近一帶開始發展，道路網絡亦延伸至該區。1963年，該處成立鄉公所。1969年開始有巴士服務該區，提供來往九龍市區的交通服務，打破居民以往只能倚靠海路前往市區。與此同時，該處的旅遊業和飲食業亦逐漸發展。目前鯉魚門有海鮮店和酒家廿多家。
現時該區主要分為兩部份：以鯉魚門海傍道為中心的「下環」；和以崇信街為中心的「新區」。

## 未來發展

### 《鯉魚門海旁改善計劃》
《鯉魚門海旁改善計劃》是香港一項建議中的計劃，目標是為了進一步改善九龍東鯉魚門海旁一帶的設施，並且提升其旅遊吸引力。有關香港政府部門正在進行詳細設計，及就項目工程進行有關刊憲的法定程序。計劃有望於2020年下旬開展工程，並於2022年至2024年分階段完成。

## 建築/著名地點

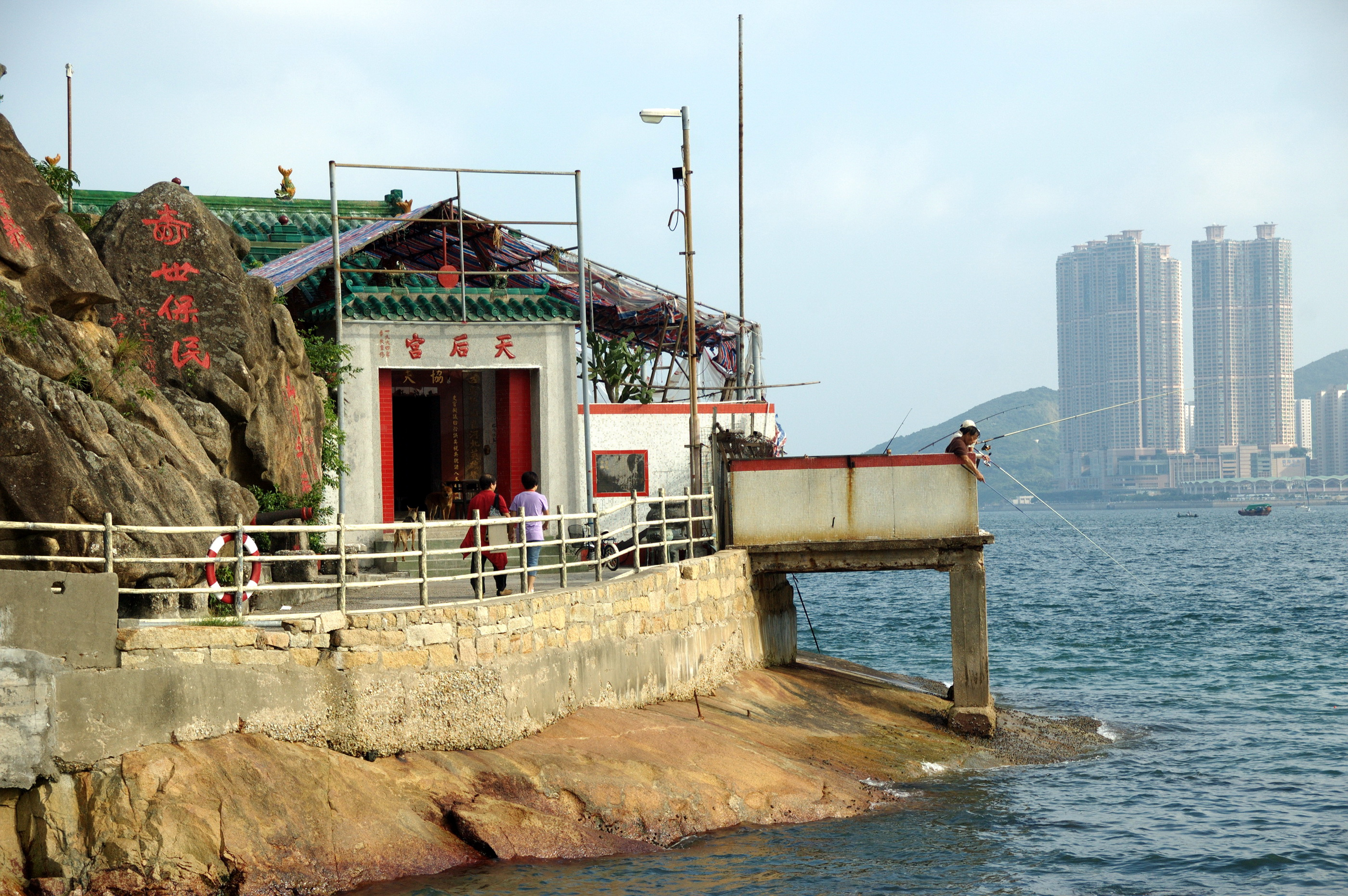
鯉魚門天后廟

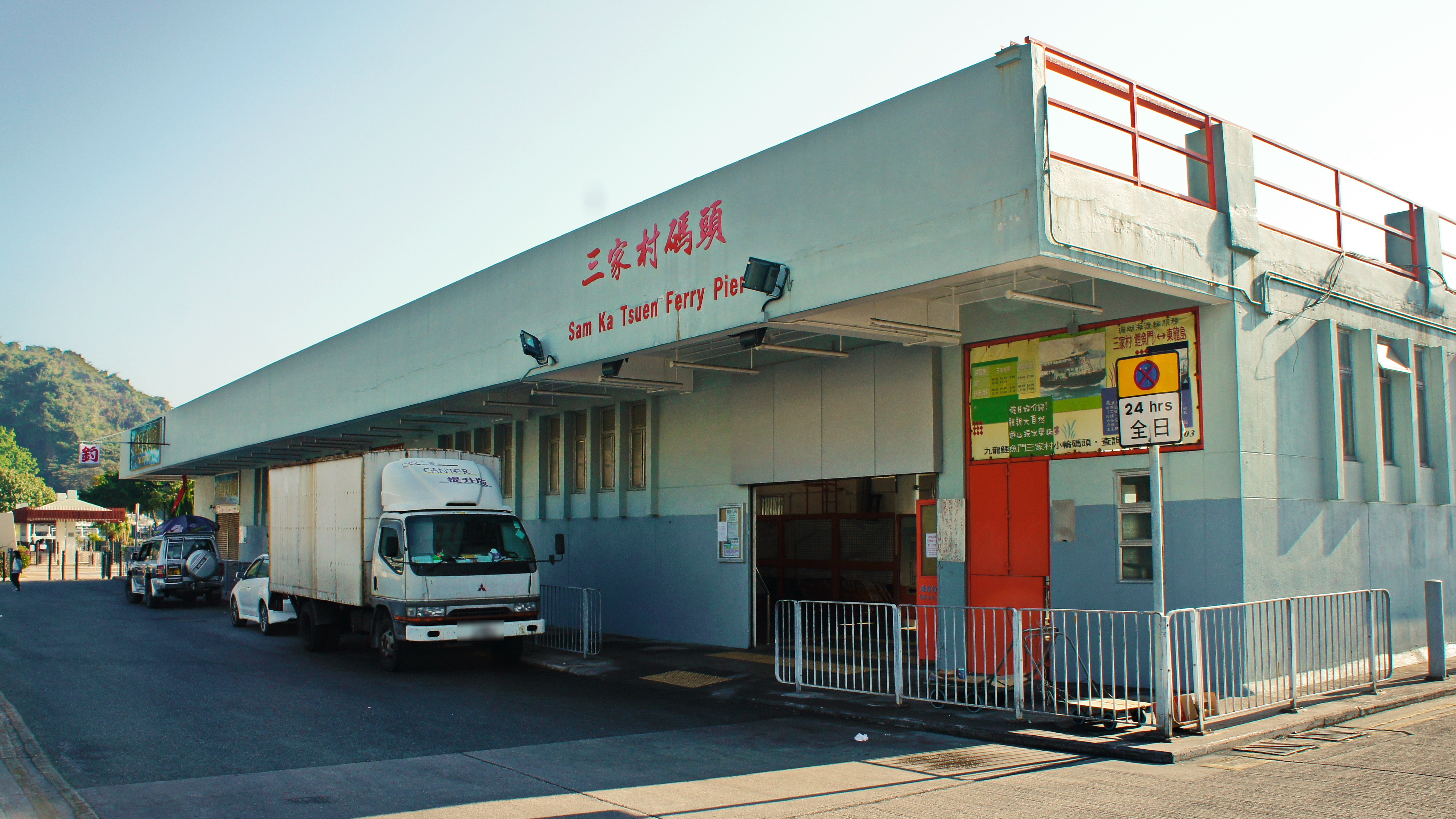
三家村碼頭

| - 三家村避風塘（酒灣） - 三家村碼頭 - 三家村遊樂場 - 聖雅各伯堂 - 鯉魚門鄉（雖然又名鯉魚門村，但與前觀塘（鯉魚門道）邨並無關係） - 三家村 - 馬環村 - 安里西村 - 馬背村 - 輋頂村 - 賽馬會鯉魚門創意館（前海濱學校） - 鯉魚門天后廟 - 魔鬼山炮台 - 鯉魚門燈塔 - 鯉魚門廣場 - 大本型 - 油塘中心 - 高翔苑 - 高怡邨 - 高俊苑 - 油美苑及油翠苑 - 高宏苑 - 鯉魚門邨（與前觀塘（鯉魚門道）邨並無關連） - 油塘邨 - 朗譽 - 鯉灣天下 - 嘉賢居 - Ocean One - Peninsula East - 鯉魚門市政大廈 - 海傲灣 - 曦臺 - 蔚藍東岸 - 油塘工業區 - 親海駅 - 東源街16號項目 - 油塘灣項目 - 油塘通風樓項目 - 四山街8號項目 - 碧雲道公屋項目 | - 香港海防博物館 - 鯉魚門公園及度假村 - 筲箕灣東大街 - 明華大廈 |

## 交通

### 主要交通幹道（九龍）
- 鯉魚門海傍道
- 鯉魚門徑
- 崇信街
- 茶果嶺道

### 主要交通幹道（新界）
- 澳景路